# Motoculteur

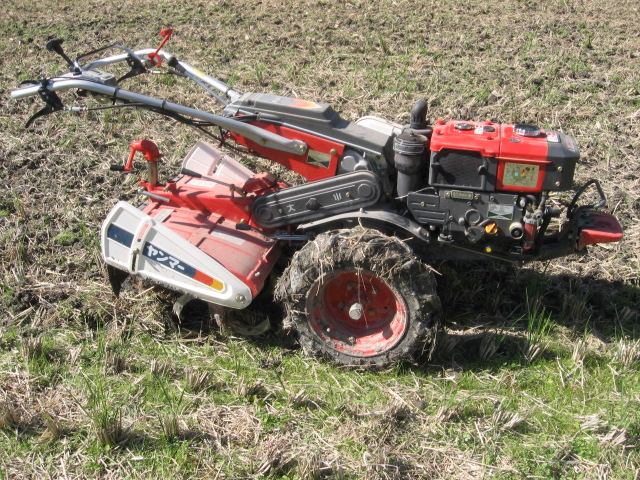
Motoculteur.

Un motoculteur est un petit engin agricole motorisé pour le travail de la terre. Il possède deux roues tractées pour se déplacer et réaliser le travail de la terre. Il est généralement de faible puissance, sa conduite et le travail du sol sont assurés par une personne à pied.
Des modèles mono-roues existent mais ne constituent pas la majorité du genre.
Utilisé principalement en horticulture, maraîchage, arboriculture et en jardinage, le motoculteur est équipé d'un moteur thermique (essence ou diesel), muni généralement d'un essieu unique à deux roues motrices, de deux mancherons portant les poignées de commande et d'une prise de force permettant d'actionner divers outils tractés ou portés. 
L'utilisation du motoculteur est utile pour des petites surfaces commençant à 400 m2. Les grandes surfaces sont travaillées par un tracteur.
Un motoculteur se déplace au moyen de roues animées par son propre moteur, alors que la motobineuse, de taille généralement plus réduite, ne peut recevoir que des outils rotatifs et se déplace grâce à ses fraises. Toutefois, le constructeur Staub a fabriqué dans les années 1970 des motobineuses qu'il était possible de transformer en motoculteur en remplaçant les fraises par un jeu de roues, le rotor étant alors placé à l'arrière, animé par un système de courroie.
De plus, grâce à ses roues, les manipulations et manœuvres sont facilitées, mais le moteur est plus puissant contrairement à une motobineuse.